# Агамемнон
Агаме́мнон (на гръцки: Аγαμέμνων – „много решителен“) е цар на Микена, един от най-известните герои от гръцката митология. Агамемнон е син на царя на Микена Атрей (или Аргос) и царица Аеропа, по-възрастен брат на Менелай, внук на Пелопс и правнук на Тантал, праправнук на Зевс.

## Легенда
Бащата на Агамемнон, Атрей, е убит от Егист, който завзема трона на Микена и властва заедно с баща си Тиест. През това време Агамемнон и Менелай са приютени от Тиндарей, царя на Спарта. Там те се оженили за дъщерите на Тиндарей, Клитемнестра и Елена. Агамемнон и Клитемнестра имали три дъщери – Ифигения, Електра и Хризотемида, и един син – Орест.
Менелай наследява Тиндарей на трона на Спарта, а Агамемнон, с помощта на брат си Менелай, отмъщава за смъртта на баща си, като изгонва Егист и Тиест и по този начин си връща Микена. След това разширява владенията си чрез завоевания и става най-силният владетел в Гърция.
Агамемнон е върховен вожд на гръцките войни в похода срещу Троя. След като Агамеменон разгневява богинята Артемида, тя обявява, че няма да допусне вятър в платната на войската (и тя няма да замине за Троя), освен ако той не принесе дъщеря си Ифигения в жертва. Разказът „Ифигения в Авлида“ е вдъхновил множество художествени произведения. Следва деветгодишна неуспешна обсада на Троя. Одата „Илиада“ започва с кавга между героя Ахил и цар Агамемнон. Войската научава, че бог Аполон е разгневен от факта, че Агамемнон задържа пленницата Хризеида, въпреки молбите на баща ѝ, жреца Хриз, да бъде върната срещу откуп. В отговор Аполон подлага войската на изтребление. На увещанията на Ахил да върне Хризеида, Агаменон се разгневява и обявява, че за да бъде обезвъзмезден, ще отнеме на свой ред робинята на Ахил – Бризеида. Кавгата между двамата постепенно се превръща в централна тема, защото без Ахил ахейците не могат да спечелят обсадата на Троя.
Историята на рода на Агамемнон още от легендарния цар Пелопс е помрачена от хомосексуално изнасилване, убийство, кръвосмешение и предателство. Гърците вярвали, че това бурно минало е станало проклятие за цялата династия на Атридите.
В края на живота си се завръща в родината си с Касандра, но е убит от Клитемнестра или от нейния прелъстител Егист, или от двамата на трапезата или в банята. Отмъстен е от сина си Орест.

## Агамемнон в литературата, киното и телевизията
- Герой от трагедията на Есхил „Агамемнон“ (458 г. пр. Хр.), Софокъл „Аякс“ (ок. 455 – 448 г. пр. Хр.), Еврипид „Ефигения и Авлида“ (408 – 405 г. пр. Хр.)[2]
- Герой от трагедиите „Агамемнон“ и „Троянки“ (средата на 1. век) от римския писател Луций Аней Сенека.[2]
- В научнофантастичния сериал „Вавилон 5“ „Агамемнон“ е името на космически кораб на „Земния съюз“ под командването на капитан Джон Шеридан до началото на 2259 г. Корабът и екипажът му участват в множество космически сражения, като най-значимото от тях е последната битка във войната срещу президента диктатор Уилям Кларк.
- „Ифигения в Авлида“ – опера от Кристофър Глук
- „Ифигения“ – трагедия от Жан Расин
- В сериала „Игра на тронове“ героят на Станис Баратеон, който жертва дъщеря си, за да пожъне армията му успех, е сравнен с цар Агамемнон.